# Nope (film)
Nope is een Amerikaanse sciencefiction-horrorfilm uit 2022, geschreven, geproduceerd en geregisseerd door Jordan Peele. De hoofdrollen worden vertolkt door Daniel Kaluuya, Keke Palmer en Steven Yeun.

## Verhaal
Nope vertelt het verhaal over inwoners van een afgezonderde stad die te maken krijgen met een huiveringwekkende ontdekking.

## Rolverdeling
- Daniel Kaluuya als OJ Haywood
- Keke Palmer als Emerald Haywood
- Steven Yeun als Ricky "Jupe" Park
  - Jacob Kim als jonge Ricky "Jupe" Park
- Brandon Perea als Angel Torres
- Michael Wincott als Antlers Holst
- Wrenn Schmidt als Amber Park
- Keith David als Otis Haywood Sr.
- Donna Mills als Bonnie Clayton
- Barbie Ferreira als Nessie
- Eddie Jemison als Buster
- Oz Perkins als Fynn Bachman
- Devon Graye als Ryder Muybridge
- Terry Notary als Gordy
- Sophia Coto als Mary Jo Elliott
- Andrew Patrick Ralston als Tom Bogan
- Jennifer Lafleur als Phyllis Mayberry

## Achtergrond
Op 9 november 2020 maakte Universal Pictures bekend dat een nieuwe film van Jordan Peele in ontwikkeling was. Een paar maanden later raakte bekend dat Keke Palmer en Daniel Kaluuya de hoofdrollen vertolken. Acteur Jesse Plemons zou in eerste instantie ook een van de hoofdrollen vertolken, maar sloeg het aanbod uiteindelijk af. In maart 2021 werd Steven Yeun toegevoegd aan de cast.
De opnames gingen op 7 juni 2021 in Los Angeles van start. Peele onthulde de affiche en de naam van de film op 22 juli 2021, precies 1 jaar voor de geplande releasedatum. De eerste trailer verscheen op 13 februari 2022 tijdens de reclamebreak van de Superbowl.

## Release
De film ging in première op 18 juli 2022 in het TCL Chinese Theatre in Los Angeles. De film werd in de Amerikaanse bioscopen uitgebracht op 22 juli 2022 door Universal Pictures.